# تل برزو
تل برزو مربوط به دوران‌های تاریخی پس از اسلام است و در سروستان، داخل شهر، کنار قنات برزو واقع شده و این اثر در تاریخ ۲۵ اسفند ۱۳۷۹ با شمارهٔ ثبت ۳۴۳۴ به‌عنوان یکی از آثار ملی ایران به ثبت رسیده است.